# Discografia dei Gåte
La discografia dei Gåte, gruppo musicale norvegese, è costituita da quattro album in studio, un album dal vivo, due raccolte, sei EP e dieci singoli, pubblicati tra il 2000 e il 2024.

## Album

### Album in studio
| Anno                                                                          | Titolo | Classifiche | Certificazioni |
| Anno                                                                          | Titolo | NOR         | Certificazioni |
| ----------------------------------------------------------------------------- | --- | ----------- | -------------- |
| 2002                                                                          | Jygri - Pubblicato: 16 settembre 2002 - Etichetta: Warner Music Norway - Formati: CD, 2 LP, download digitale, streaming | 1           | - NOR: Platino |
| 2004                                                                          | Iselilja - Pubblicato: 18 ottobre 2004 - Etichetta: Warner Music Norway - Formati: CD, LP, download digitale, streaming  | 3           |                |
| 2018                                                                          | Svevn - Pubblicato: 2 novembre 2018 - Etichetta: Drabant Music - Formati: CD, LP, download digitale, streaming           | 11          |                |
| 2021                                                                          | Nord - Pubblicato: 3 dicembre 2021 - Etichetta: Indie Recordings - Formati: CD, LP, download digitale, streaming         | —           |                |
| "—" indica una pubblicazione non classificata o non pubblicata in quel Paese. | |             |                |

### Album dal vivo
| Anno | Titolo | Classifiche |
| Anno | Titolo | NOR         |
| ---- | --- | ----------- |
| 2006 | Liva - Pubblicato: 3 aprile 2006 - Etichetta: Warner Music Norway - Formati: CD, download digitale, streaming | 15          |

### Raccolte
| Anno | Titolo                                                                                                 |
| ---- | --- |
| 2023 | Huldra - Pubblicato: 5 dicembre 2023 - Etichetta: Indie Recordings - Formati: 2 LP                     |
| 2024 | Ulveham - Pubblicato: 3 maggio 2024 - Etichetta: Indie Recordings - Formati: CD, LP, download digitale |

## Extended play
| Anno | Titolo | Classifiche |
| Anno | Titolo | NOR         |
| ---- | --- | ----------- |
| 2000 | Gåte - Pubblicato: 2000 - Etichetta: autoprodotto - Formati: CD                                                                     | —           |
| 2002 | Gåte - Pubblicato: 2002 - Etichetta: Warner Music Norway - Formati: CD, download digitale, streaming                                | 2           |
| 2003 | Statt opp (Maggeduliadei) - Pubblicato: 16 giugno 2003 - Etichetta: Warner Music Norway - Formati: CD, download digitale, streaming | 4           |
| 2017 | Attersyn - Pubblicato: 4 novembre 2017 - Etichetta: Drabant Music - Formati: CD, 10", download digitale, streaming                  | —           |
| 2021 | Til Nord - Pubblicato: 21 maggio 2021 - Etichetta: Indie Recordings - Formati: CD, 12", download digitale, streaming                | —           |
| 2023 | Vandrar - Pubblicato: 12 dicembre 2023 - Etichetta: Indie Recordings - Formati: download digitale, streaming                        | —           |

## Singoli
| Anno                                                                          | Titolo                        | Classifiche | Album di provenienza |
| Anno                                                                          | Titolo                        | NOR         | Album di provenienza |
| ----------------------------------------------------------------------------- | ----------------------------- | ----------- | -------------------- |
| 2004                                                                          | Sjå attende                   | 10          | Iselilja             |
| 2004                                                                          | Sjåaren                       | —           | Iselilja             |
| 2009                                                                          | Iselilja (feat. The Blizzard) | —           | /                    |
| 2017                                                                          | Stolt solvår                  | —           | Attersyn             |
| 2017                                                                          | Rideboll og gullborg          | —           | Attersyn             |
| 2018                                                                          | Kom no disjka                 | —           | Svevn                |
| 2018                                                                          | Bannlyst                      | —           | Svevn                |
| 2018                                                                          | Tonen                         | —           | Svevn                |
| 2019                                                                          | Huldra                        | —           | /                    |
| 2023                                                                          | Svarteboka (feat. Djerv)      | —           | Vandrar              |
| 2024                                                                          | Ulveham                       | —           | Vandrar              |
| "—" indica una pubblicazione non classificata o non pubblicata in quel Paese. |                               |             |                      |

## Altri brani entrati in classifica
| Anno | Titolo                    | Classifiche | Album di provenienza |
| Anno | Titolo                    | NOR         | Album di provenienza |
| ---- | ------------------------- | ----------- | -------------------- |
| 2023 | Førnesbrunen (Radio Edit) | 10          | Vandrar              |

## Videografia

### Album video
| Anno | Titolo                                                                               |
| ---- | ------------------------------------------------------------------------------------ |
| 2006 | Liva - Pubblicato: 25 settembre 2006 - Etichetta: Warner Music Norway - Formati: DVD |
| 2009 | I dødens dal - Pubblicato: 2009 - Etichetta: MBN - Formati: DVD                      |

### Video musicali
| Anno | Titolo                   | Regista             |
| ---- | ------------------------ | ------------------- |
|      | Sjå attende              |                     |
|      | Bendik og Årolilja       |                     |
| 2018 | Kom no disjka            | Ole Fredrik Wannebo |
| 2020 | Huldra                   |                     |
| 2021 | Kjærleik (Acoustic)      |                     |
| 2021 | Hemnasverdet             | Ole Fredrik Wannebo |
| 2021 | Svik                     | Gunnhild Sundli     |
| 2023 | Svarteboka (feat. Djerv) | Gunnhild Sundli     |